# 1870 a tudományban
Az 1870. év a tudományban és a technikában.

## Régészet
- Heinrich Schliemann első trójai ásatása

## Születések
- február 7. – Alfred Adler osztrák pszichiáter († 1937)
- június 12. – Ernst Stromer német őslénykutató († 1952)
- június 13. – Jules Bordet Nobel-díjas belga immunológus és mikrobiológus († 1961)
- június 21. – Clara Immerwahr német kémikus, az első nő, aki egyetemen doktorált Németországban; öngyilkos lett, tiltakozásul a kémiai tömeggyilkoló fegyverek ellen († 1915)
- szeptember 30. – Jean Perrin Nobel-díjas francia fizikus († 1942)

## Halálozások
- február 13. – Franz Unger osztrák botanikus, orvos, paleontológus, növényfiziológus (* 1800)
- március 29. – Paul-Émile Botta olasz származású francia régész és utazó, orvos (* 1802)
- szeptember 12. – Carl August von Steinheil német természettudós és fizikus (* 1801)
- október 19. – Frivaldszky Imre magyar orvos, zoológus (entomológus), botanikus, egyetemi tanár (* 1799)